# إرنست ويليام كريسماس
إرنست ويليام كريسماس (بالإنجليزية: Ernest William Christmas) هو رسام أمريكي وأسترالي، ولد في 28 يناير 1863 في Yankalilla, South Australia ‏ في أستراليا، وتوفي في 29 يوليو 1918 في هونولولو في الولايات المتحدة.